# Nandu M. Natekar
Nandkumar „Nandu“ Mahadeo Natekar (* 12. Mai 1933 in Sangli; † 28. Juli 2021 in Pune, Maharashtra) war ein indischer Badmintonspieler. Sein Sohn Gaurav Natekar wurde später indischer Tennismeister.

## Karriere
Nandu M. Natekar gewann seine ersten nationalen Titel in Indien 1953. Bis 1970 erkämpfte er sich insgesamt 17 Goldmedaillen bei indischen Meisterschaften. 1956 gewann er die Selangor Open. 1962 und 1963 siegte er beim King’s Cup in Bangkok. 1965 nahm er an den Commonwealth Games in Jamaika teil. Als erster Badmintonspieler erhielt er 1961 den Arjuna Award.

## Sportliche Erfolge
| Saison | Veranstaltung                 | Disziplin    | Platz | Name                                |
| ------ | ----------------------------- | ------------ | ----- | ----------------------------------- |
| 1953   | Indien: Einzelmeisterschaften | Mixed        | 1     | Nandu M. Natekar / Shashi Bhatt     |
| 1953   | Indien: Einzelmeisterschaften | Herreneinzel | 1     | Nandu M. Natekar                    |
| 1954   | Indien: Einzelmeisterschaften | Herreneinzel | 1     | Nandu M. Natekar                    |
| 1954   | Indien: Einzelmeisterschaften | Mixed        | 1     | Nandu M. Natekar / Shashi Bhatt     |
| 1955   | Indien: Einzelmeisterschaften | Herrendoppel | 1     | Nandu M. Natekar / R. A. Dongre     |
| 1956   | Selangor Open                 | Herreneinzel | 1     | Nandu M. Natekar                    |
| 1956   | Indien: Einzelmeisterschaften | Herrendoppel | 1     | Nandu M. Natekar / R. D. Vimawala   |
| 1958   | Indien: Einzelmeisterschaften | Herreneinzel | 1     | Nandu M. Natekar                    |
| 1958   | Indien: Einzelmeisterschaften | Herrendoppel | 1     | Nandu M. Natekar / M. K. Bopardikar |
| 1960   | Indien: Einzelmeisterschaften | Herreneinzel | 1     | Nandu M. Natekar                    |
| 1960   | Indien: Einzelmeisterschaften | Herrendoppel | 1     | Nandu M. Natekar / C. D. Deoras     |
| 1961   | Indien: Einzelmeisterschaften | Herrendoppel | 1     | Nandu M. Natekar / C. D. Deoras     |
| 1961   | Indien: Einzelmeisterschaften | Herreneinzel | 1     | Nandu M. Natekar                    |
| 1961   | Indien: Einzelmeisterschaften | Mixed        | 1     | Nandu M. Natekar / Manda Kelkar     |
| 1962   | King's Cup                    | Mixed        | 1     | Nandu M. Natekar / Meena Shah       |
| 1963   | King's Cup                    | Herreneinzel | 1     | Nandu M. Natekar                    |
| 1963   | Indien: Einzelmeisterschaften | Herrendoppel | 1     | Nandu M. Natekar / C. D. Deoras     |
| 1965   | Indien: Einzelmeisterschaften | Herreneinzel | 1     | Nandu M. Natekar                    |
| 1966   | Indien: Einzelmeisterschaften | Mixed        | 1     | Nandu M. Natekar / Manda Kelkar     |
| 1970   | Indien: Einzelmeisterschaften | Mixed        | 1     | Nandu M. Natekar / Shobha Moorthy   |